# Legionario (cacciatorpediniere)
Il Legionario è stato un cacciatorpediniere della Regia Marina.

## Storia
La realizzazione dell'unità avvenne negli stabilimenti OTO di Livorno, dove venne impostata il 21 ottobre 1940, varata il 16 aprile 1941 entrando in servizio il 1º marzo 1942. Dopo la sconfitta di Capo Matapan, che aveva evidenziato le varie carenze della Regia Marina nel settore dei radar, fu la prima unità operativa italiana a montare uno di questi apparecchi. Il suo apparato Fu.Mo. 24/40Ggl «De.Te.» (Dezimetre Telegraphie, in lingua tedesca, denominazione adottata dalla Regia Marina) (Funkmessgerät Fu. Mo 24/40Ggl Seetakt, denominazione tedesca dell'apparato), di produzione tedesca, fu il primo radar imbarcato da una nave italiana.

### Attività bellica
L'unità partecipò alla Battaglia di mezzo giugno (12-16 giugno 1942), durante la quale il radar imbarcato ebbe la prima occasione di utilizzo: alle 22.30 del 15 giugno rilevò un gruppo di aerei in avvicinamento, sei minuti prima del loro arrivo sulla formazione italiana (nel successivo attacco venne aerosilurata la corazzata Littorio).
Partecipò poi a numerose missioni di scorta sulle rotte per la Tunisia.
Tra il 3 ed il 5 agosto 1942 scortò un convoglio composto dalle motonavi Ankara, Nino Bixio e Sestriere (con destinazione Tobruk per la prima e Bengasi per le altre due; il carico era costituito da 92 carri armati, 340 automezzi, 3 locomotive, una gru, 292 militari, 4381 t di combustibili ed olii lubrificanti, 5256 t di altri rifornimenti), insieme ai cacciatorpediniere Freccia, Corsaro, Folgore, Grecale e Turbine, nonché le torpediniere Partenope e Calliope; le navi giunsero a destinazione nonostante numerosi attacchi aerei; in quell'occasione si verificò peraltro il primo attacco condotto da velivoli statunitensi contro unità italiane (si trattò di un attacco di bombardieri Consolidated B-24 Liberator).
Il 18 novembre 1942 scortò a Biserta, insieme al gemello Bombardiere e alla moderna torpediniera Groppo, i trasporti truppe Puccini e Viminale: il convoglio giunse indenne a destinazione nonostante attacchi da parte di sommergibili inglesi al largo di Capo San Vito.
Tornando in Italia l'unità (al comando del capitano di fregata Corrado Tagliamonte, caposcorta) scortò da Biserta a Napoli le grandi motonavi Monginevro e Sestriere insieme ai gemelli Bombardiere e Velite, ma alle 15.04 del 21 novembre, circa 18 miglia a sudovest di Ischia, il Velite fu centrato ed immobilizzato da un siluro: il comandante Tagliamonte ordinò al Bombardiere di prendere a rimorchio la nave danneggiata, che fu trainata a Napoli.
Il 22 dicembre effettuò una missione di trasporto truppe da Trapani a Biserta.
Il 17 gennaio 1943 salpò da Biserta per scortare a Palermo, insieme al Bombardiere, la motonave Mario Roselli. Alle 17.30, poco dopo il tramonto, quando ormai la Sicilia era in vista, il sommergibile britannico United silurò il Bombardiere, che affondò rapidamente spezzato in due. Il Legionario, senza fermarsi, si limitò a gettare ai superstiti del cacciatorpediniere gli zatterini di salvataggio che aveva a bordo, scortando poi la Roselli indenne a Palermo. Del Bombardiere perirono 175 uomini su un equipaggio di 224.
Nel corso del 1943 il Legionario fu sottoposto a lavori che videro la sostituzione del complesso lanciasiluri poppiero con 2 mitragliere Breda 37/54 mm antiaeree.

### Comandanti
Capitano di vascello Giovanni Marabotto (nato a Savona il 6 ottobre 1891) (gennaio 1942)
Capitano di fregata Corrado Tagliamonte (nato a Noto il 1 novembre 1900) (13 gennaio - 22 novembre 1942)
Capitano di vascello Amleto Baldo (nato a La Spezia il 29 giugno 1899) (23 novembre 1942 - dicembre 1943)

### Armistizio e cobelligeranza
Alla proclamazione dell'armistizio la nave si trovava a La Spezia da dove salpò con il resto della squadra navale per consegnarsi agli Alleati a Malta secondo quelle che erano le clausole dell'armistizio che riguardavano la flotta, che prevedevano oltre al trasferimento immediato delle navi italiane a Malta, dove sarebbero rimaste in attesa di conoscere il proprio destino, che durante il trasferimento le navi italiane avrebbero innalzato, in segno di resa, pennelli neri sui pennoni e disegnato due cerchi neri sulle tolde.
La squadra navale salpò da La Spezia alle 03:00 del mattino del 9 settembre con la corazzata Roma con l'insegna di ammiraglia della flotta, che insieme alle corazzate Vittorio Veneto e Italia costituivano la IX Divisione, con gli incrociatori Montecuccoli, Eugenio di Savoia e Attilio Regolo, che in quel momento costituivano la VII Divisione, i cacciatorpediniere Mitragliere, Fuciliere, Carabiniere e Velite della XII Squadriglia e i cacciatorpediniere Legionario, Oriani, Artigliere e Grecale della XIV Squadriglia e una squadriglia di torpediniere formata da Pegaso, Orsa, Orione, Ardimentoso e Impetuoso..
L'apparato evaporatore dell'unità, tuttavia, si guastò, obbligando il Legionario a separarsi dalla formazione alle 13.24 del 10 settembre e dirigere per Biserta; lungo il percorso la nave trasse in salvo alcuni aviatori Alleati, che vennero sbarcati nel porto tunisino, ove il Legionario giunse alle 15.15. Alle otto del mattino dell'11 settembre il cacciatorpediniere, dopo aver riparato il guasto ed essersi rifornito d'acqua, lasciò Biserta e proseguì per Malta alle ove giunse l'11 settembre, alle 19.30, ormeggiandosi a Marsa Scirocco.
Il 12 settembre si rifornì di carburante alla Valletta ed il 14 lasciò l'isola, insieme all'Oriani, portandosi dapprima a Biserta e quindi ad Algeri; lì le due unità imbarcarono alcuni reparti statunitensi e le loro attrezzature, trasportandole poi ad Ajaccio (Corsica) in supporto alla resistenza opposta dalle forze italiane e francesi alle truppe tedesche nell'isola, e, compiuta la missione (lo sbarco avvenne il 19 settembre), fecero ritorno a Malta alle ore otto del 29 settembre, ormeggiandosi a Marsa Scirocco (Legionario) e Marsa Scala (Oriani).
Il 4 ottobre il Legionario salpò da Malta insieme a numerose altre unità (l'Oriani, gli incrociatori Garibaldi, Abruzzi e Pompeo Magno, le torpediniere Libra e Calliope, le corvette Ape, Cormorano, Danaide, Gabbiano, Minerva e Pellicano, le motosiluranti MS 35, MS 54, MS 55, MS 56, MS 61 ed MS 64, i cacciasommergibili VAS 201, VAS 204, VAS 224, VAS 233, VAS 237, VAS 240, VAS 241, VAS 246 e VAS 248) e rientrò in Italia.

### La cessione alla Francia
A guerra finita il trattato di pace ne previde l'assegnazione alla Francia come riparazione dei danni di guerra.
Il 15 agosto 1948 il Legionario venne ceduto alla Marine Nationale che, dopo avergli temporaneamente assegnato la denominazione di L 6, lo rinominò infine Duchaffault.
Radiato nel 1956, fu avviato alla demolizione.